# Coenraad Kayser

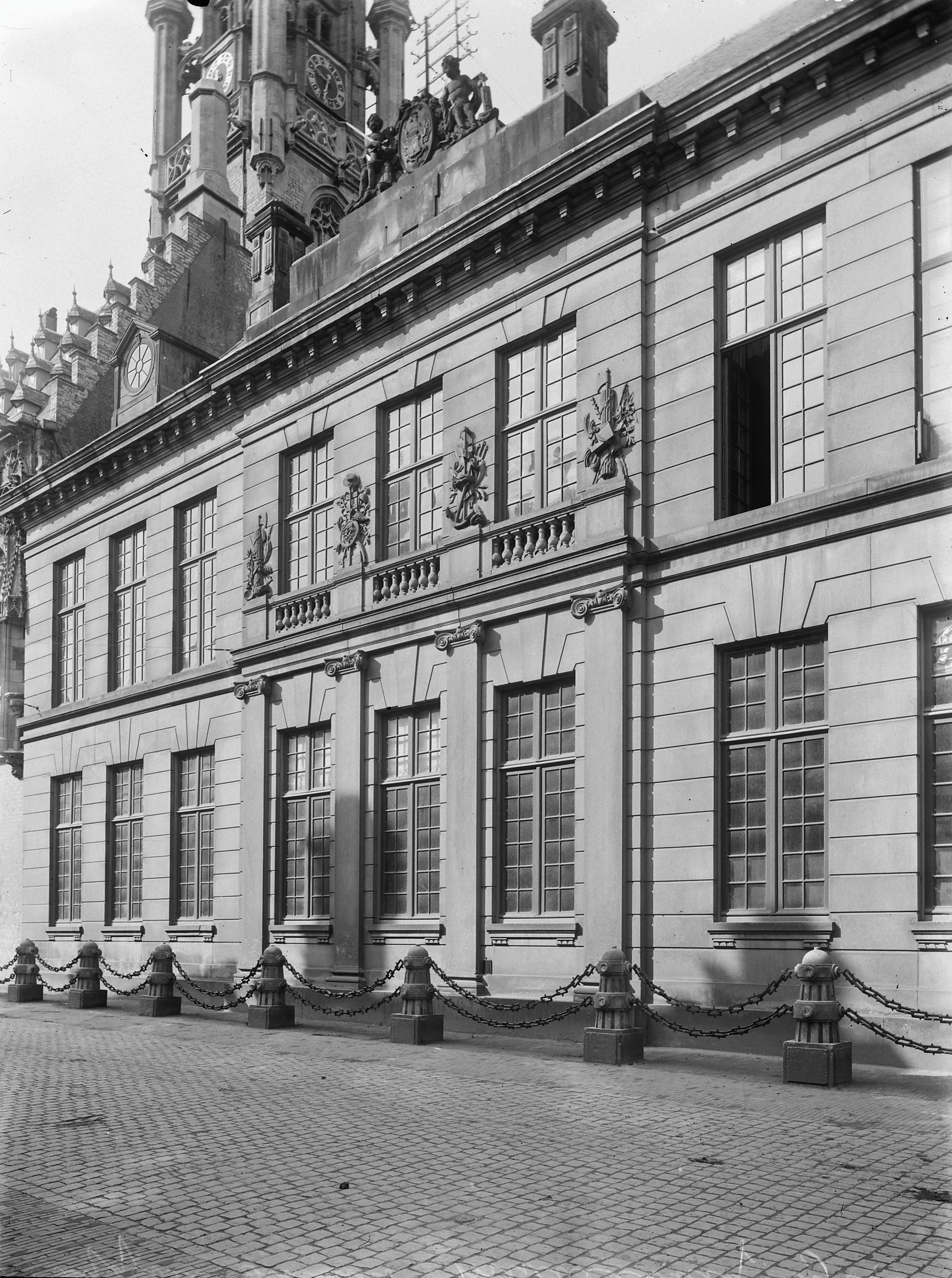
Zijvleugel van het Stadhuis van Middelburg

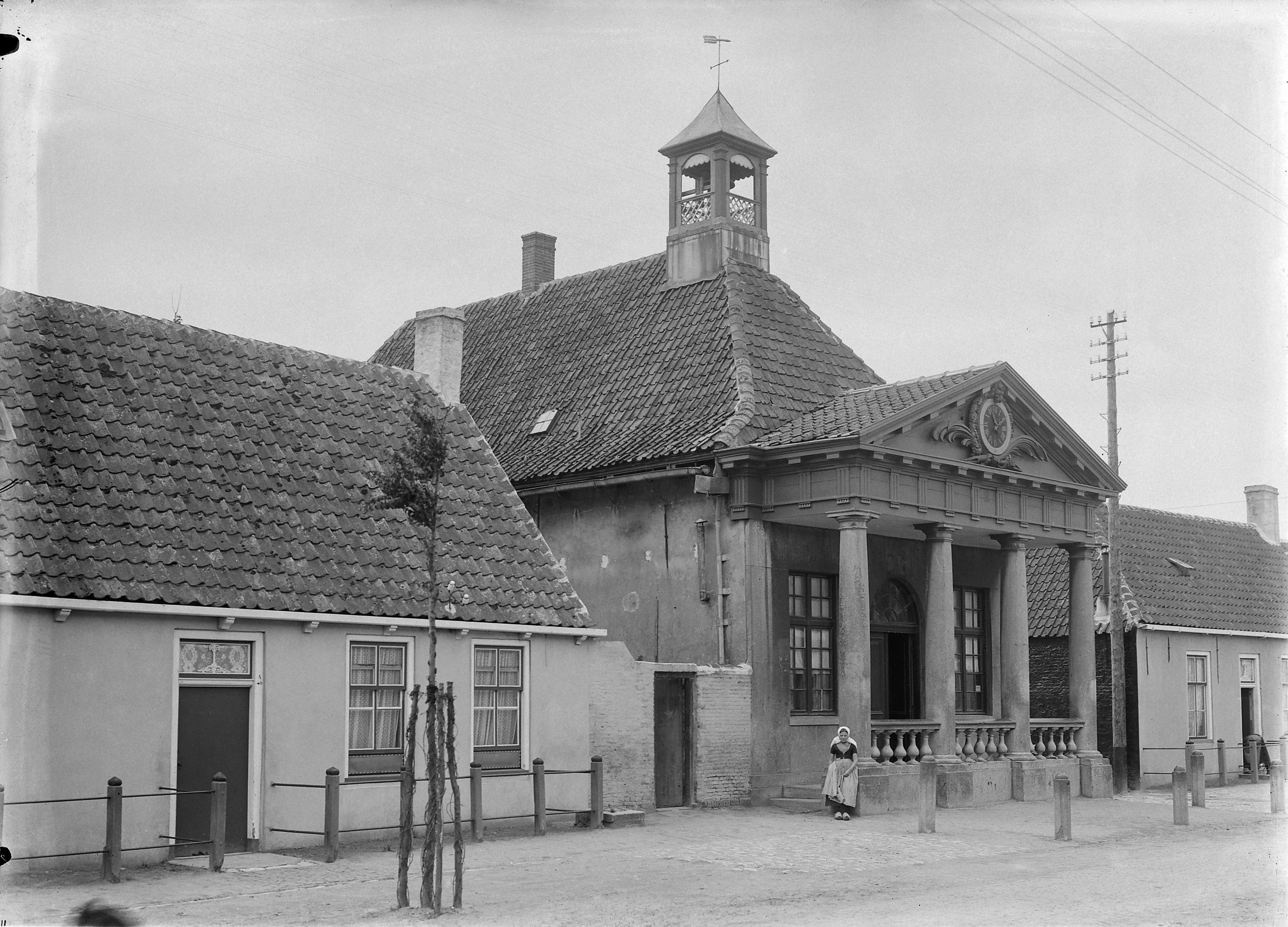
Het gewezen Rechthuis in Westkapelle.

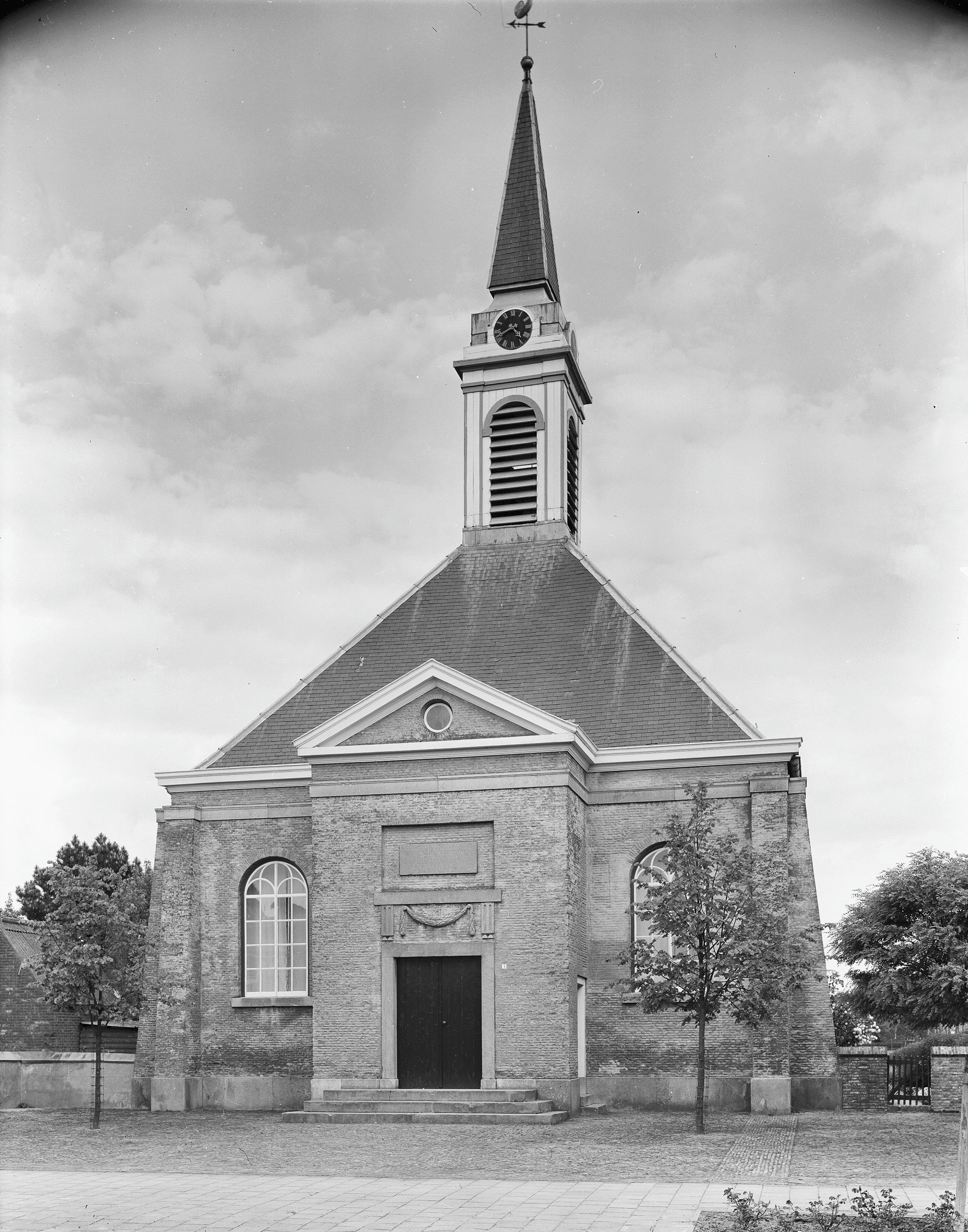
De Hervormde Kerk in Hoofdplaat.

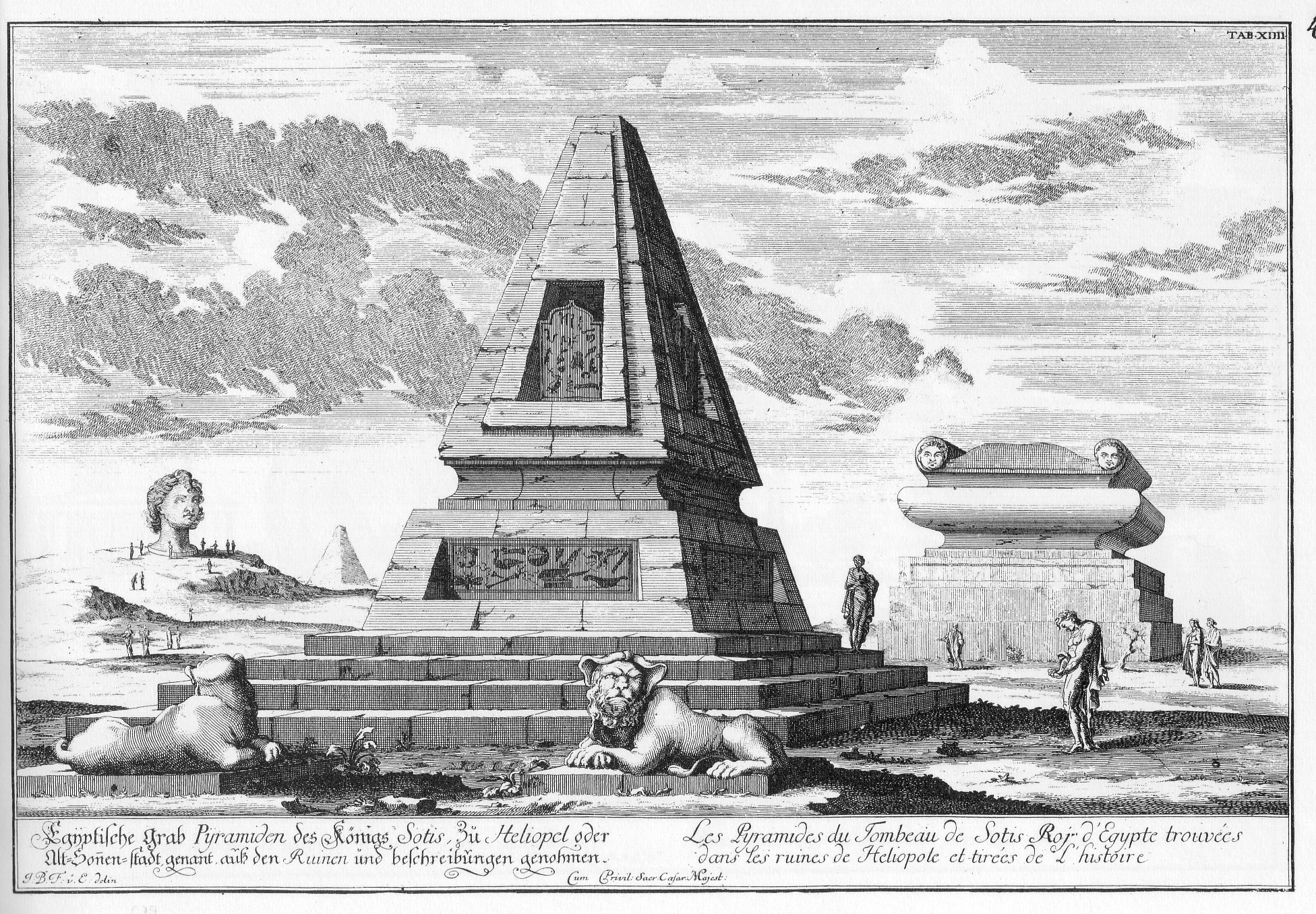
Reconstructie van de Piramide van Sotis door Fischer von Erlach.

Coenraad Kayser (Vorden, 23 november 1750 — Amsterdam, 27 januari 1824) was een Nederlandse architect. Hij werd op 29 november 1750 in de Nederduits Gereformeerde Kerk in Vorden gedoopt als zoon van Willem Arnold Keijser en Eva Bömer. Hij trouwde vermoedelijk minstens viermaal, de tweede keer als weduwnaar in 1784 in Middelburg met Sara Bregetha Regeer; dan in 1786 in Utrecht met Petronella Muntendam, en na haar overlijden (in 1792) met Maria Margeretha Heineken, die hem overleefde.

## Opleiding
In 1768 vestigde hij zich in Den Haag, waar hij werkzaam was bij stadhouderlijk bouwmeester Pieter de Swart; vervolgens ging hij van 1771 tot 1773 in Parijs bij Marie-Joseph Peyre in de leer. In dat kader maakte hij o.m. een uitvoerige studie van de Ste.Geneviève (het Panthéon, 1757-1790) van Jacques-Germain Soufflot, de Munt (1771-1775) van Jacques-Denis Antoine en de Pont de Neuilly (1768-1774) van Jean-Rodolphe Perronet, iconen van het nieuwe neoclassicisme, op dat moment nog alle drie in aanbouw.
In 1773 vestigde hij zich in Nijmegen, en dong in 1775 vergeefs mee bij de prijsvraag voor het Stadhuis van Groningen. Zijn onder het motto Ars non habet inimicum nisi ignorantem ingezonden project is bewaard gebleven. Het leverde hem in het juryrapport een eervolle vermelding op. Zijn poging om vervolgens een rol te krijgen bij de uitvoering liep ondanks een aanbeveling van de directeur-generaal van 's lands fortificatiën in Den Haag, Carel Diederik du Moulin, op niets uit.

## Landsarchitect van Zeeland
In augustus 1776 werd hij door de Staten van Zeeland als opvolger van Laurens van de Woestijne als landsarchitect aangesteld en verhuisde hij naar Middelburg; mogelijk trad hij toen tevens in dienst van de stad. Daar was hij in 1778 een van de oprichters van de stedelijke tekenacademie, waaraan hij vervolgens ook tot 1786 als docent bouwkunde verbonden was.
Kayser was vooral in Middelburg zelf actief. Hier bouwde hij de nieuwe classicistische vleugel aan het laatgotische Stadhuis (1780-1784; in 1940 verwoest), waarvoor zijn collega-docent Johannes Camhout het beeldhouwwerk in het frontispice maakte. Kort daarop bouwde hij het nog bestaande Armziekenhuis (1781-1784) aan de Herengracht, in samenhang met een in 1785 bekroonde inzending voor een prijsvraag (1782) van het Zeeuwsch Genootschap voor Wetenschappen voor een tehuis voor een bejaarde zeelieden nabij Oost-Souburg was gedacht.
Voorts kreeg de Oostkerk in 1780-1783 een nieuwe orgelkas, preekstoel, banken en dooptuin van zijn hand, met houtsnijwerk van Hendrik van Diest. Voor de Staten knapte hij in 1784-1785 hun vergaderzaal in de oude Abdij grondig op, terwijl hij het nabijgelegen plein in 1782 van de pomp met vaas in Lodewijk XVI-stijl voorzag. In 1788 verbouwde hij de Schuttershof De Edele Busse tot VOC-depot.

## Werk buiten Middelburg
Kaysers belangrijkste werk vormde de verbouwing van het in 1944 verwoeste Rechthuis (1783) van Westkapelle op Walcheren, in opdracht van ambachtsheer Martinus Johan Veth van de Perre. De nieuwe (Dorische) zuilenportiek vormde samen met die van het Rechthuis in Westzaan (1781-1783, Johan Samuel Creutz), het Teylers Hofje in Haarlem (1785-1787, Leendert Viervant) en het Sint-Jacobsgasthuis in Schiedam (1786-1789, Jan Giudici) een van de eerste voorbeelden van een dergelijk neoclassicistisch bouwelement in Nederland.
In Staats-Vlaanderen bouwde Kayser de Hervormde Kerk van Hoofdplaat (1783-1785). Voor het nieuwe Fort Bath op Zuid-Beveland ontwierp hij o.m. het hoofdgebouw van de Admiraliteit (1788), en maakte hij mogelijk tevens al een ontwerp voor een nieuwe hervormde kerk (1790). Dit zou ten grondslag gelegen kunnen hebben aan een eveneens onuitgevoerd gebleven ontwerp van zijn opvolger Abraham Voerman (1792), dat grote overeenkomsten met Kaysers kerk in Hoofdplaat vertoont. Zo hebben zij beide de opvallende obeliskvormige bekroning van het torentje gemeen, die met zijn ingeknikte voet vermoedelijk geïnspireerd was op reconstructies van een Egyptische piramide en een Romeinse obelisk in de Entwurff einer Historischen Architektur (1721) van de keizerlijke hofarchitect in Wenen, Johann Bernhard Fischer von Erlach (1656-1723).
Tot oktober 1790 zou Kayser als landsarchitect van Zeeland werkzaam blijven, toen hij naar Deventer verhuisde; in of rond 1822 verhuisde hij uiteindelijk naar Amsterdam, waar hij kort daarop ook overleed. Bij zijn dood liet hij een omvangrijke vakbibliotheek na.